# See the Day (singel Girls Aloud)
See the Day – trzeci singel Girls Aloud z ich trzeciego studyjnego albumu Chemistry. Dotarł do miejsca #9 w Wielkiej Brytanii, do #14 miejsca w Irlandii, a także do #17 miejsca w Polsce. Wydany w okresie świątecznym, 19 grudnia 2005 roku. Sprzedał się w ilości 60 tysięcy egzemplarzy.

## Lista utworów
| #           | Tytuł                                        | Długość |
| ----------- | -------------------------------------------- | ------- |
| CD single 1 |                                              |         |
| 1.          | "See the Day"                                | 4:04    |
| 2.          | "It's Magic"                                 | 3:52    |
| CD single 2 |                                              |         |
| 1.          | "See the Day"                                | 4:04    |
| 2.          | "I Don't Really Hate You"                    | 3:38    |
| 3.          | "See the Day" [Soundhouse Masterblaster Mix] | 5:02    |
| 4.          | "Chemistry Album Medley"                     | 3:08    |
| 5.          | "See the Day" [Video]                        | 3:29    |
| 6.          | "See the Day" [Karaoke Video]                | 3:29    |
| 7.          | "See the Day" [Game]                         |         |
| 8.          | "See the Day" [Bonus Ringtone]               |         |

## Pozycje na listach
| Lista (2006)              | Najwyższa pozycja |
| ------------------------- | ----------------- |
| UK singles chart          | 9                 |
| UK Download chart         | 7                 |
| Irish Singles Chart       | 14                |
| Eurochart Hot 100 Singles | 16                |
| Polska                    | 17                |
| Grecja                    | 42                |